# Ritual: Sorcerer Angel
Ritual: Sorcerer Angel je a videohra vytvořená českým studiem Hexage. Žánrově se jedná o akční RPG. Hra vyšla 28. května 2019 pro Android, IOS a 14. června 2019 pro Windows.

## Gameplay
Ritual je netradiční akční hra v níž hráč ovládá Anděla zkázy. Za začátku hry svoji postavu hráč pošle jedním směrem a ta se následně sama pohybuje po obrazovce, odráží se od zdí a při kolizi s nepřítelem seká. Hráč může dění na obrazovce ovlivnit pouze používáním kouzel, které však též nemůže mířit. Cílem je přežít a pozabíjet co nejvíce nepřátel.

## Příběh
Hlavní postavou je Anděl zkázy, kterého na svět vyvolají kultisté, kteří jej chtěli obětovat svému bohovi. Ten jim však uteče a začne připravovat konec světa, v čemž se mu kultisté snaží zabránit.